# Fjäle in Ala
Die Wüstung Fjäle in Ala liegt auf der schwedischen Insel Gotland am Ende eines Waldweges, der etwa drei Kilometer südlich der Kirche von Ala in westlicher Richtung vom Länsväg 143 abzweigt. Der Weg durchquert ein nicht entwässertes Moor. Die Wüstung hat Wiesencharakter, da der Platz die letzten Jahrhunderte als Wiese genutzt wurde. Im Südosten der Anlage befindet sich ein rekonstruiertes Wohnhaus sowie ein Stallgebäude.

## Das Gelände
Das Terrain besteht aus einem kleinen Hügel mit dünner Humusdecke, die nach Süden hin in felsigen Boden übergeht. Unterhalb des Hügels ist die Erdschicht trockener und für den Anbau besser geeignet. 

## Der Name
Der Name der Wüstung ist in keiner schriftlichen Quelle belegt, aber ausgehend von den Flurnamen „Fjäler Wiese“ und „Fjäler Moor“ ist die Schlussfolgerung, dass auch der Hof „Fjäle“ hieß, nicht gewagt. Dieser Hofname ist an mehreren Orten auf der Insel bezeugt. Im Kirchspiel Anga trägt ein einsam gelegener Hof ebenfalls den Namen.

## Die Überlieferung
Bei der Landesvermessung im Jahre 1700 wurde Fjäle kartiert. Der Landvermesser fand die Reste eines Hauses und anhand der Angaben zeitgenössischer Bauern trug er ein „Ruine von des Fjäle Burschen Haus“. Der Fjälebursche war der Überlieferung nach ein trotziger Bauer, der – folgt man der Legende – den Priester in der Kirche erschlagen ließ, weil er mit dem Gottesdienst begonnen hatte, bevor der Fjälebursche eingetroffen war. Er soll auf dem Friedhof von Ala begraben sein.

## Der Hof

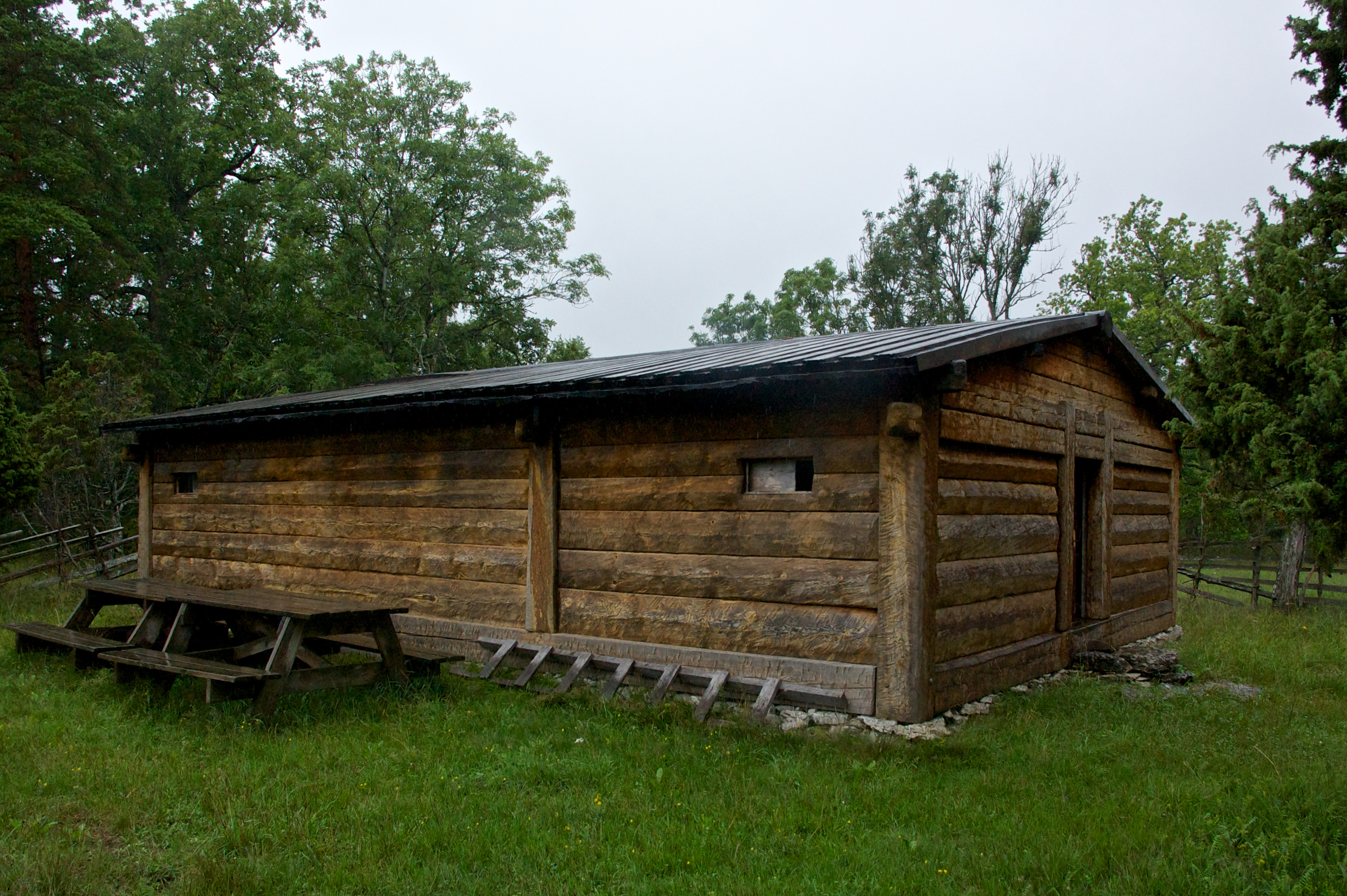
Rekonstruiertes Wohnhaus

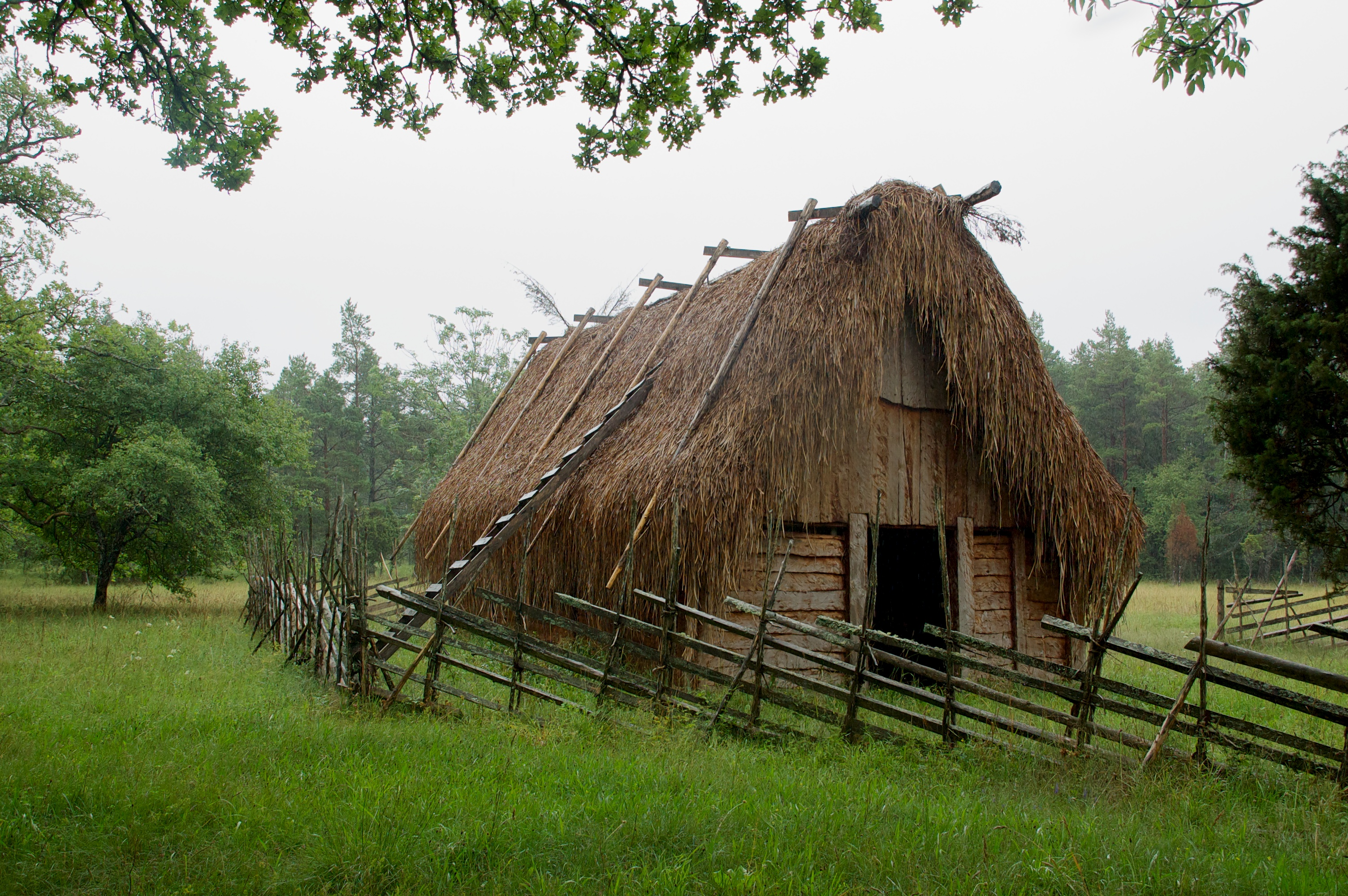
Restauriertes Stallgebäude

Das Fjälegebiet, das früher archäologisch zum großen Teil unbekannt war, wurde zu Beginn der 1970er Jahre entdeckt. Die 1976 begonnenen Untersuchungen wurden in verschiedenen Etappen während eines Jahrzehnts durchgeführt. Die Wiese und die nahen Flächen beherbergten einen Hof mit Äckern, Brunnen, Einfriedungen, Gebäuden, Straßen, Viehwegen und Wiesen. Hinzu kommt ein vorchristliches Gräberfeld für die Bewohner des Hofes. 
Die älteste Bebauung besteht aus einem Hausfundament von etwa 22 × 8 m. Münzfunde zeigen, dass dieser Hof seit der Mitte der späten Eisenzeit bewirtschaftet wurde. Gegen Ende des 6. Jahrhunderts (in der Vendelzeit) wurde der Hof umgesiedelt. Der neue Hof liegt gut 100 m nördlich des alten. Für das Haus wurde eine neue Konstruktion gewählt. Dachtragende Wände waren verstrebt mit erdbefestigten Eck- und Wandpfosten, die Nuten besaßen, in die Planken gefügt wurden. Dies stellt eine frühe Form des Bohlenhausbaus dar, der als Konstruktionsprinzip bis in die Gegenwart überlebte. Die Konstruktion ließ sich anhand von Pfostenlöchern und Steinfundamenten nachvollziehen. Das jüngste Wohnhaus – vom Landvermesser „Haus des Fjale Burschen“ genannt – wurde vollständig untersucht. Aus den Funddatierungen geht hervor, dass das Anwesen Mitte des 14. Jahrhunderts aufgegeben wurde. 
Die Ackerfläche umfasste etwa 20 Hektar. Fjäle war ein großer Hof. Die gut erhaltenen Felder liegen unmittelbar nördlich des Gebäudekomplexes. Die Ackergrenzen sind in Form von Wällen und Terrassenrändern deutlich sichtbar. Acker- und Wiesenflächen waren von Mauern oder Holzzäunen umgeben. Bei den abgerissenen Mauern sind Steinstränge im Boden verblieben.

## Der Friedhof

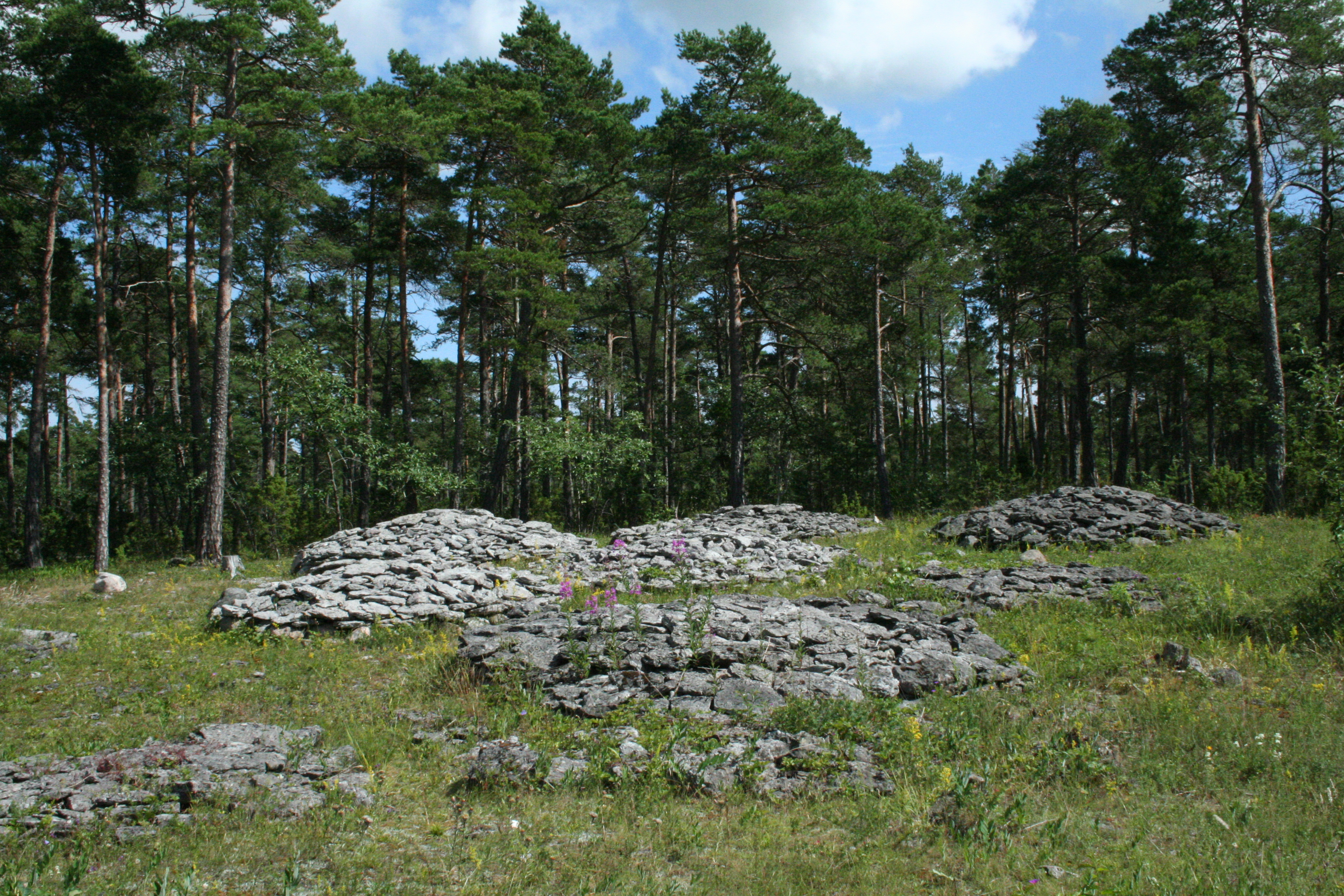
Grabfeld des Hofes

Der vorchristliche Bestattungsplatz des Hofes liegt auf felsigem Boden etwa 400 m südlich der Hofgebäude. Die untersuchten Gräber ergaben Datierungen aus der frühen Vendelzeit und der Wikingerzeit. Die vendelzeitlichen Gräber sind meist von gleicher Konstruktion wie auf dem Gräberfeld von Trullhalsar.

## Die Bedeutung
Das Gräberfeld und die Gebäudereste wurden anhand der Untersuchungsergebnisse rekonstruiert. Wegen der isolierten Lage und insbesondere des Fehlens späterer Landwirtschaft ist Fjäle eine der am besten erhaltenen Wüstungen Schwedens. Die Untersuchungen haben einen wichtigen Beitrag für das Verständnis der gotländischen Höfe und der Entwicklung der Kulturlandschaft von der Vendelzeit bis ins frühe Mittelalter geleistet. Durch das Gebiet führt ein Kulturpfad mit Informationstafeln.